# アルマン・トラオレ
アルマン・トラオレ（Armand Traoré, 1989年10月8日 - ）は、フランス・パリ出身の元サッカー選手。現役時代のポジションは左サイドバック、及び左サイドハーフ。

## 経歴
ラシン・クラブ・ド・フランス、ASモナコの下部組織を経て2005年夏にアーセナルへ加入。同年はリザーブチームで6回プレーした。
2006年夏のプレシーズンでは、アーセナルの新しいホーム、エミレーツ・スタジアムの杮落としとなったデニス・ベルカンプの引退試合（対アヤックス）にも出場した。その後、16歳にしてトップチームのオーストリア遠征メンバーに抜擢されると、親善試合（対AZアルクマール、対SVマッテルスブルク）に出場。その時のプレーをアーセン・ベンゲル監督に評価され、UEFAチャンピオンズリーグの予選3回戦（対ディナモ・ザグレブ（クロアチア））の遠征にも同行した。
2006年8月1日にアーセナルとプロ契約を結び、2006年10月24日のカーリングカップ、ウェスト・ブロムウィッチ・アルビオン戦においてトップチームデビューを果たした。
2011年8月30日にクイーンズ・パーク・レンジャーズFCに移籍した。移籍金は非公開。
2016年7月29日、ノッティンガム・フォレストFCに3年契約で移籍した。
2018年7月20日、トルコのチャイクル・リゼスポルに2年契約で移籍した。

## 代表歴
アンダー世代のフランス代表であり、UEFA U-19欧州選手権2008予選にも出場した。
2011年8月11日親善試合モロッコ代戦でセネガル代表デビューした。